# Координатное представление (квантовая механика)
Координа́тное представле́ние — такое представление операторов квантовой механики, в котором операторы и волновая функция {\displaystyle \psi } зависят от пространственных координат. В этом представлении оператор координаты диагонален. В наиболее общем трехмерном случае квадрат модуля волновой функции {\displaystyle |\psi ({\vec {r}})|^{2}} в координатном представлении определяет плотность вероятности обнаружить частицу в конкретной точке пространства {\displaystyle {\vec {r}}}, а сама функция имеет размерность м-3/2 (в одномерном случае м-1/2).

## Уравнение Шрёдингера
В данном представлении уравнение Шрёдингера имеет вид:
{\displaystyle \left(-{\frac {\hbar ^{2}}{2m}}\nabla ^{2}+U({\vec {r}})\right)\psi =i{\hbar }{\frac {\partial \psi }{\partial t}}}
- зависящее от времени, и
{\displaystyle \left(-{\frac {\hbar ^{2}}{2m}}\nabla ^{2}+U({\vec {r}})\right)\psi =E\psi }
- не зависящее от времени. 
Здесь {\displaystyle {\vec {r}}} —  радиус-вектор точки, где берётся волновая функция {\displaystyle \psi ({\vec {r}},t)}, {\displaystyle E} — полная энергия рассматриваемой частицы, {\displaystyle U} — потенциальная энергия этой частицы, {\displaystyle m} — масса частицы, {\displaystyle \nabla } — дифференциальный оператор набла, {\displaystyle \hbar } — редуцированная постоянная Планка, {\displaystyle t} — время, {\displaystyle i} — мнимая единица.

## Некоторые операторы в координатном представлении
{\displaystyle {\vec {r}}} — координата;
{\displaystyle -i{\hbar }\nabla } — импульс;
{\displaystyle -{\frac {\hbar ^{2}}{2m}}\nabla ^{2}+U({\vec {r}})} — гамильтониан.

## Связь с другими представлениями
Чтобы перейти в импульсное представление ({\displaystyle p} — импульс), нужно осуществить один из двух вариантов действий:
1) решить задачу в координатном представлении и перейти к импульсному с помощью суперпозиционного соотношения
{\displaystyle \psi (p)={\frac {1}{\sqrt {2\pi {\hbar }}}}\int \psi (x)e^{-ipx/\hbar }dx},
при этом переход обратно к координатному представлению можно записать как  
{\displaystyle \psi (x)={\frac {1}{\sqrt {2\pi {\hbar }}}}\int \psi (p)e^{ipx/\hbar }dp}.
Видно, что это прямое и обратное преобразования Фурье. В трехмерном пространстве множитель при интеграле нужно заменить на {\displaystyle {\frac {1}{\sqrt {(2\pi \hbar )^{3}}}}}.
2) Сменить гамильтониан на {\displaystyle {\hat {H}}={\frac {p^{2}}{2m}}+U\left(i{\hbar }{\frac {\partial }{\partial p}}\right)} и решать задачу с ним.